# Myrmotherula longicauda
Myrmotherula longicauda е вид птица от семейство Thamnophilidae.

## Разпространение
Видът е разпространен в Боливия, Еквадор, Колумбия и Перу.